# Epsigrypa longicaudata
Epsigrypa longicaudata är en insektsart som beskrevs av Tapia 1982. Epsigrypa longicaudata ingår i släktet Epsigrypa och familjen Proscopiidae. Inga underarter finns listade i Catalogue of Life.